# Johnny Ningeongan
Johnny Ningeongan est un homme politique canadien, il est élu député de la circonscription électorale de Nanulik (en) à l'Assemblée législative du Nunavut à l'élection territoriale du 27 octobre 2011.
Avant de devenir député, il servit cinq mandats du maire de Coral Harbour et un mandat de président des municipalités de la fédération du Nunavut.